# Otti Van der Werf
Otti Van der Werf (14 juni 1966) is een Belgische bassist en contrabassist. Hij begon oorspronkelijk als drummer. Van Der werf studeerde basgitaar aan de Jazzstudio in Antwerpen.
Van der Werf was samen met zijn broer Bo een van de oprichters van de experimentele jazzfusiongroep Octurn. Tevens is hij een van de kernleden van Greetings From Mercury.
Hij speelde tevens met onder meer Laurent Blondiau, Kris Defoort, Pierre Van Dormael, Pierre Vaiana, Dré Pallemaerts, Jeroen Van Herzeele, Baba Sissoko Quintet, maar ook bv. Axelle Red.
Tevens was hij gedurende vele jaren de vaste bassist in de live-band van Daan. 
In 2005 had Van der Werf een hersenbloeding, waarna hij een lange herstelperiode nodig had. Om hem een hart onder de riem te steken werd een benefietoncert gehouden door bevriende musici, waaronder Daan, Axelle Red, Octurn, Kris Defoort en Fabrizio Cassol.
- Bibliothèque nationale de France: cb17075225p (data)
- International Standard Name Identifier: 0000 0004 5973 2249
- MusicBrainz: 674c5fb7-27c0-4ab2-9834-0b77d5ba5e5f
- Virtual International Authority File: 29147602314157640120